# Неджефет-хенетет

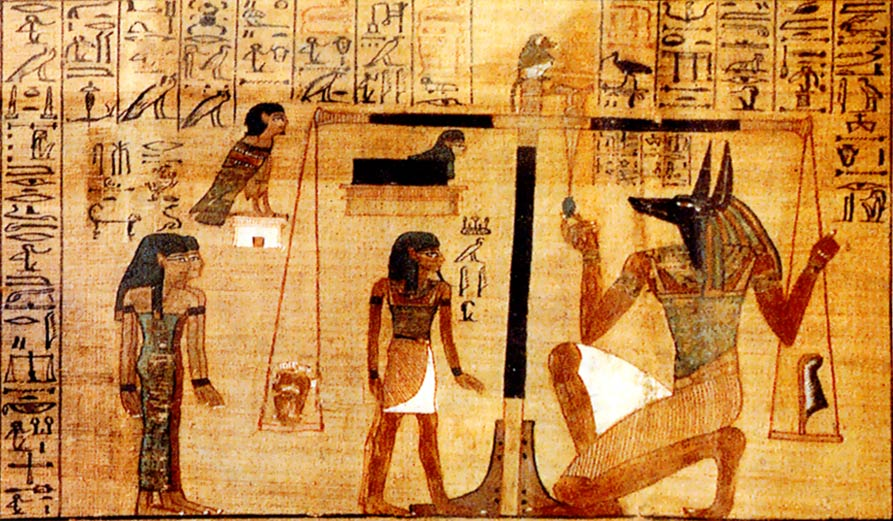
Суд Анубіса

Неджефет-хенетет — у давнину XIII септ (ном) Верхнього Єгипту.
Стародавні греки називали его Лікополіським «першим» номом (оскільки існував ще Лікополіський «наступний» ном). Столицею септу було місто Сіут (Сауті) (копт. Сйовт, грец. ἡ Λύκων πόλις, араб. أسيوط). Головним божеством септу був вовкоподібний бог Вепуат («Той, хто відкриває шляхи»), місцеве втілення Анубіса, культ якого пов'язаний з тотемним покровителем території септу — чорним вовком (шакалом).

## Історія
Упродовж Першого перехідного періоду номархи Неджефет-хенетет брали активну участь у війні між Гераклеопольським та Фіванським номами Верхнього Єгипту, що боролись за гегемонію над усім Єгиптом. Написи у гробницях номархів Неджефет-хенетет детально змальовують їхню військово-політичну участь у тих братерських війнах на боці Гераклеополя.